# Schlacht bei Pločnik
Die Schlacht bei Pločnik fand im Frühjahr 1386, anderen Quellen zufolge 1387, bei Pločnik unweit von Prokuplje zwischen Truppen des serbischen Fürsten Lazar Hrebeljanović und dem Heer der Osmanen unter Murad I. statt.
Die Schlacht endete mit einem Sieg des serbischen Heeres. Weder die Truppenstärke noch die Verluste der beiden Heere sind bekannt. Auf der serbischen Seite sollen zudem Hilfstruppen des bosnischen Königs Tvrtko I. und des bulgarischen Zaren Iwan Schischman gekämpft haben. Das Vordringen der Osmanen konnte der serbische Sieg nur gering aufhalten, im gleichen Jahr fiel die ostserbische Stadt Niš an die Osmanen. Bis zur Schlacht bei Bileća 1388 fielen osmanische Truppen regelmäßig bis nach Bosnien ein.